# John Spencer (labdarúgó)
John Spencer (Glasgow, 1970. szeptember 11. –) skót válogatott labdarúgó, edző.
A skót válogatott tagjaként részt vett az 1996-os Európa-bajnokságon.

## Sikerei, díjai
Rangers FC
- Skót bajnok (4): 1988–89, 1989–90, 1990–91, 1991–92
- Skót kupa (1): 1991–92
- Skót ligakupa (1): 1990–91